# اولگا سالادوخا
اولگا سالادوخا (اوکراینی: Ольга Саладуха؛ زادهٔ ۴ ژوئن ۱۹۸۳) ورزشکار دو و میدانی پرش سه‌گام اهل اوکراین است. وی در مسابقات کشوری و بین‌المللی در مجموع برندهٔ ۶ مدال طلا، ۳ مدال نقره، ۴ مدال برنز شده‌است.